# Byul
Kim Go-eun (hangul: 김고은; Seosan, Chungcheong del Sur, Corea del Sur; 22 de octubre de 1983), más conocida como Byul (별), es una cantante de K-Pop surcoreana.

## Biografía
Realizó sus estudios en la Universidad de Dong Guk. 
El 15 de agosto de 2012 anunció su compromiso con su novio, el comediante surcoreano Ha-ha. La pareja se casó el 30 de noviembre del mismo año. Tienen tres hijos: Ha Dream (9 de julio de 2013), Ha Soul (22 de marzo de 2017) y Ha Song (15 de julio de 2019).
El 23 de febrero de 2022, su agencia Quan Entertainment anunció que había dado positivo para COVID-19, por lo que había detenido sus actividades y se estaba enfocando en su tratamiento y recuperación, siguiendo las pautas dadas por las autoridades gubernamentales de salud de Corea del Sur.

## Carrera
Actualmente forma parte de la agencia Quan Entertainment. Fue descubierta por Park Jin Young, cabeza de JYP Entertainment, cuando tuvo la oportunidad de cantar para el en una reunión con sus fanes.

## Discografía

### Álbumes
Estudio
1. December 32nd (12월 32일) (2002)
2. Star (2005)
3. Lachrymal Glands (눈물샘) (2006)
4. Her Story (2007)

Compilaciones
1. The Best (2008)

## Filmografía

### Programas de variedades
| Año        | Título              | Canal | Notas                                                                                        |
| ---------- | ------------------- | ----- | -------------------------------------------------------------------------------------------- |
| 2018       | Video Star          |       | invitada - junto a Ha-ha y Skull                                                             |
| 2015, 2018 | Running Man         | SBS   | (ep. #251 (participante) y 403 (llamada))                                                    |
| 2014, 2016 | Infinite Challenge  | SBS   | 4 episodios - (ep. #398, 474, 480-481) - invitada                                            |
| 2015       | King of Mask Singer | MBC   | (ep. #25) - participó como "Wear Lipstick Heavily" 2 episodios (ep. #39-40) - jueza invitada |
| 2015       | Healing Camp        | SBS   | (ep. #175) - invitada - junto a Ha-ha                                                        |
| 2012       | Hello Counselor     | KBS2  | (ep. #98) - invitada                                                                         |